# 2664 Everhart
2664 Everhart este un asteroid din centura principală, descoperit pe 7 septembrie 1934 de Karl Reinmuth.